# Барон Олденем

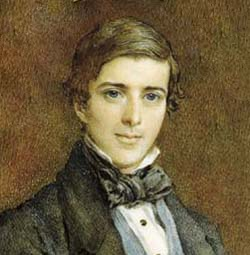
(Генри) Хакс Гиббс, 1-й барон Олденем (1819—1907)

Барон Олденем из Олденема в графстве Хартфордшир — наследственный титул в системе Пэрства Соединённого королевства. Он был создан 31 января 1896 году для бизнесмена Генри Хакса Гиббса (1819—1907), главы семейной фирмы «Antony Gibbs & Sons» (основанной его дедом Энтони Гиббсом). Генри Хакс Гиббс, консервативный политик, был управляющим Банком Англии (1875—1877), некоторое время заседал в Палате общин Великобритании от Лондона (1891—1892), а также служил высшим шерифом Хартфордшира (1884). Его четвёртый сын Герберт Кокейн Гиббс (1854—1935) получил в 1923 году титул барона Хансдона из Хансдона. Лорду Олденему наследовал его старший сын, Албан Генри Джордж Гиббс, 2-й барон Олденем (1846—1936). Он также представлял Лондон в Палате общин от консервативной партии (1892—1906). Его преемником стал его сын, Джеральд Генри Бересфорд Гиббс, 3-й барон Олденем (1879—1939). После смерти последнего в 1939 году баронский титул унаследовал его кузен, Уолтер Дюрант Гиббс, 2-й барон Хансдон из Хансдона (1888—1969), председатель фирмы «Antony Gibbs & Sons».
По состоянию на 2024 год носителем титула являлся его внук, Вайкери Тайсер Гиббс, 6-й барон Олденем, 4-й барон Хансдон из Хансдона (род. 1948), который стал преемником своего отца в 1986 году.
Также известен достопочтенный Вайкери Гиббс (1853—1932), третий сын первого барона Олденема. Он был консервативным депутатом Палаты общин от Сент-Олбанса (1892—1904).
Бароны Раксалл являются членами другой линии семьи Гиббсов (их семейное гнездо — Тинтесфилд в окрестностях Раксалла в графстве Сомерсет). Джордж Генри Гиббс, отец первого барона Олденема, был старшим братом Уильяма Гиббса (1790—1875), деда Джорджа Гиббса, 1-го барона Раксалла.

## Бароны Олденем (1896)
- 1896—1907: (Генри) Хакс Гиббс, 1-й барон Олденем (31 августа 1819 — 13 сентября 1907), старший сын Джорджа Генри Гиббса (1785—1842)[1];
- 1907—1936: Албан Генри Джордж Гиббс, 2-й барон Олденем (23 апреля 1846 — 9 мая 1936), старший сын предыдущего[2];
- 1936—1939: Джеральд Генри Бересфорд Гиббс, 3-й барон Олденем (9 января 1879—121 марта 939), единственный сын предыдущего[3];
- 1939—1969: Капитан Уолтер Дюрант Гиббс, 4-й барон Олденем, 2-й барон Хансдон из Хансдона (11 августа 1888 — 30 мая 1969), старший сын Герберта Кокейна Гиббса, 1-го барона Хансдона из Хансдона (1854—1935), двоюродный брат предыдущего[4];
- 1969—1986: Энтони Дюран Гиббс, 5-й барон Олденем, 3-й барон Хансдон из Хансдона (18 мая 1922 — 25 января 1986), второй (младший) сын предыдущего[5];
- 1986 — настоящее время: Вайкери Тайсер Гиббс, 6-й барон Олденем, 4-й барон Хансдон из Хансдона (род. 9 июня 1948), старший сын предыдущего[6];
  - Наследник титула: достопочтенный Хамфри Уильям Фелл Гиббс (род. 31 января 1989), старший сын предыдущего[7].